# San Giovanni a Piro
San Giovanni a Piro község (comune) Olaszország Campania régiójában, Salerno megyében.

## Fekvése
A megye déli részén fekszik. Határai: Camerota, Roccagloriosa, Santa Marina és Torre Orsaia.

## Története
Első említése a 12. századból származik. A következő századokban nemesi birtok volt. A 19. században nyerte el önállóságát, amikor a Nápolyi Királyságban felszámolták a feudalizmust.

## Népessége
A népesség számának alakulása:

## Főbb látnivalói
- San Nicola Bosco-templom
- San Giovanni Battista-templom
- középkori őrtornyok